# 1952年全米選手権 (テニス)
1952年 全米選手権（1952ねんぜんべいせんしゅけん）に関する記事。

## 大会の流れ
- 1881年から1967年まで、全米選手権は各部門が個別の名称を持ち、大会会場も別々のテニスクラブで開かれた。これが他の3つのテニス4大大会と大きく異なる点である。
  - 男子シングルス　名称：全米シングルス選手権（U.S. National Singles Championship）／会場：ニューヨーク市クイーンズ区フォレストヒルズ、ウエストサイド・テニスクラブ　（1924年-1977年）
  - 女子シングルス　名称：全米女子シングルス選手権（U.S. Women's National Singles Championship）／会場：フォレストヒルズ、ウエストサイド・テニスクラブ　（1921年-1977年）
  - 男子ダブルス　名称：全米ダブルス選手権（U.S. National Doubles Championship）／会場：マサチューセッツ州ボストン市、ロングウッド・クリケット・クラブ　（1946年-1967年まで）
  - 女子ダブルス　名称：全米女子ダブルス選手権（U.S. Women's National Doubles Championship）／会場：ボストン、ロングウッド・クリケット・クラブ　（1946年-1967年まで）
  - 混合ダブルス　名称：全米混合ダブルス選手権（U.S. Mixed Doubles Championship）／会場：フォレストヒルズ、ウエストサイド・テニスクラブ　（1942年-1977年）
- 1967年までは、男子ダブルス・女子ダブルスの2部門がボストンの「ロングウッド・クリケット・クラブ」で開かれ、他の3部門（男女シングルス・混合ダブルス）はフォレストヒルズで行われた。

## 他の特記事項
- 1952年全米選手権は、日本人女子テニス選手による4大大会挑戦の出発点でもある。加茂幸子が日本人女性として最初の4大大会出場者となり、「外国人シード選手」の第6位に選ばれたが、最初の挑戦は1回戦でジュリア・サンプソン（アメリカ）に 10-12, 4-6 で敗れた。

## シード選手

### 男子シングルス
（アメリカ人シード選手：8名）
1. ビック・セイシャス　（4回戦）
2. ディック・サビット　（ベスト8）
3. アーサー・ラーセン　（4回戦）
4. ハーバート・フラム　（4回戦）
5. ビル・タルバート　（4回戦）
6. ガードナー・ムロイ　（準優勝）
7. ハミルトン・リチャードソン　（ベスト4）
8. バーナード・バーツェン　（4回戦）

（外国人シード選手：8名）
1. フランク・セッジマン　（優勝、大会2連覇）
2. ケン・マグレガー　（1回戦、途中棄権）
3. メルビン・ローズ　（ベスト4）
4. フィリップ・ワッシャー　（4回戦）
5. クルト・ニールセン　（3回戦）
6. フェリシモ・アンポン　（4回戦）
7. ケン・ローズウォール　（ベスト8）
8. ルー・ホード　（ベスト8）

### 女子シングルス
（アメリカ人シード選手：6名）
1. モーリーン・コノリー　（優勝、大会2連覇）
2. ドリス・ハート　（準優勝）
3. シャーリー・フライ　（ベスト4）
4. ルイーズ・ブラフ　（ベスト4）
5. ナンシー・カイナー　（ベスト8）
6. アニタ・カンター　（3回戦）

（外国人シード選手：6名）
1. テルマ・コイン・ロング　（ベスト8）
2. ネリー・アダムソン　（1回戦、途中棄権）
3. アンジェラ・モーティマー　（ベスト8）
4. ヘレン・フレッチャー　（3回戦）
5. メリタ・ラミレス　（1回戦、不戦敗）
6. 加茂幸子　（1回戦）

## 大会経過

### 男子シングルス
準々決勝
- ガードナー・ムロイ vs.  ケン・ローズウォール　6-4, 3-6, 4-6, 7-5, 7-5
- ハミルトン・リチャードソン vs.  ストレート・クラーク　6-8, 11-9, 5-7, 8-6, 6-4
- メルビン・ローズ vs.  ディック・サビット　6-3, 8-6, 8-6
- フランク・セッジマン vs.  ルー・ホード　6-2, 6-1, 6-3

準決勝
- ガードナー・ムロイ vs.  ハミルトン・リチャードソン　10-8, 6-0, 8-6
- フランク・セッジマン vs.  メルビン・ローズ　6-3, 6-3, 6-4

### 女子シングルス
準々決勝
- ドリス・ハート vs.  アンジェラ・モーティマー　6-3, 6-2
- ルイーズ・ブラフ vs.  テルマ・コイン・ロング　6-4, 6-2
- モーリーン・コノリー vs.  ナンシー・カイナー　6-3, 6-0
- シャーリー・フライ vs.  ババ・ルイス　6-3, 6-0

準決勝
- ドリス・ハート vs.  ルイーズ・ブラフ　9-7, 8-6
- モーリーン・コノリー vs.  シャーリー・フライ　4-6, 6-4, 6-1

## 決勝戦の結果
- 男子シングルス： フランク・セッジマン vs.  ガードナー・ムロイ　6-1, 6-2, 6-3
- 女子シングルス： モーリーン・コノリー vs.  ドリス・ハート　6-3, 7-5
- 男子ダブルス： メルビン・ローズ＆ ビック・セイシャス vs.  フランク・セッジマン＆ ケン・マグレガー　3-6, 10-8, 10-8, 6-8, 8-6
- 女子ダブルス： ドリス・ハート＆ シャーリー・フライ vs.  ルイーズ・ブラフ＆ モーリーン・コノリー　10-8, 6-4
- 混合ダブルス： フランク・セッジマン＆ ドリス・ハート vs.  ルー・ホード＆ テルマ・コイン・ロング　6-3, 7-5